# Gamba panxuda
La gamba panxuda (Plesionika edwardsii) és una espècie de crustaci decàpode de la família dels pandàlids. Es pesca per a consum humà.

## Característiques
Són unes petites gambes que es caracteritzen per tenir el carp del segon parell de pereiopodis dividit en dos o més artells, i no posseeixen la pinça del primer parell de pereiopodis i, si la tenen, és molt petita.
El seu color quan estan vives és transparent amb ratlles longitudinals de color roig i blanc. Una vegada estan mortes el color de la seua carn canvia a blanc-rosat i el seu exoesquelet es fa més roig. Tenen el rostre molt corbat cap amunt proveït d'uns 40 dents ventrals i 28 dorsals.
És una espècie molt valuosa al mercat de la pesca on es comercialitza tant fresca com congelada. Els principals punts de pesca són el Mediterrani, la zona propera a Cap Verd, el Japó, el Golf de Mèxic (Campeche), i les costes dels estats de Carolina, estrets de Florida, i la costa Oest de l'Atlàntic als Estats Units.
Normalment viu entre 150 i 400 metres de profunditat. a fons tant de sorra com rocosos.
Els seus ous són de diferents color en funció del període de desenvolupament, sent als dos primer de color blau.